# Надежда (Шпаковский район)
Наде́жда — село в Шпаковском муниципальном округе Ставропольского края России.

## География
В пределах села река Мамайка впадает в реку Мутнянку.
Расстояние до краевого центра: 5 км. Расстояние до районного центра: 9 км.
Через село проходит федеральная автомобильная дорога Р216 Астрахань — Ставрополь.

## История
Селение образовано в 1779 году. По другим данным его основали в конце 1783 — начале 1784 годов охотники-однодворцы из Курского наместничества, которые, после обнародовании Высочайших указов императрицы Екатерины II о раздаче желающим земель, находящихся на Азово-Моздокской линии, переселились сюда в октябре того же года в числе 1563 человек и остановились первоначально при Ставропольской крепости (ныне — город Ставрополь). По третьим село основано 12 сентября 1783 года. Проводники этих переселенцев — крестьяне Иван Овсянников, Василий Бородин, Никита Сладнев и другие, осмотрев все окрестности, в итоге выбрали место поблизости от упомянутой крепости, при слиянии рек Мамайки и Мутнянки, где и возникло данное поселение. Изначально оно называлось Мамайским (очевидно по той причине, что первые переселенцы жили на берегу речки Мамайки), а затем было переименовано в Надежденское.

О происхождении названия села официальных сведений нет, но народное предание сохранило такое объяснение: у одного из заведывавших переселенческим делом на Северном Кавказе были дети: сын Михаил и дочери Надежда и Пелагея; в память их он три смежных села назвал Михайловским, Надеждинским и Пелагиадским.— Твалчрелидзе А. И. «Ставропольская губерния в статистическом, географическом, историческом и сельскохозяйственном отношениях» (1897)
По версии ставропольского учёного-краеведа Г. Н. Прозрителева, село переименовали в Надежду в честь одной из дочерей командира Хопёрского полка К. Устинова.
Согласно «Ведомости казённых и партикулярных сел, слобод и деревень в Кавказской губернии» за 18 декабря 1789 года, в селении Надежда Ставропольского уезда проживало 2707 человек, главным образом однодворцев.
По сведениям, указанным в «Каталоге земель Кавказской губернии 1819 года», к соответствующему году население Надежды составило 2258 жителей. В том же источнике отмечается, что бо́льшая их часть «выселилась на хутора, располагавшиеся на расстоянии до пятнадцати вёрст от селения».
В 1832 году село Надеждинское было переименовано в станицу Надеждинскую и присоединено к Ставропольскому казачьему полку. 30 декабря 1869 года станица была отчислена из Кубанского казачьего войска в гражданское состояние и получила статус села.
В селе проживал в юности Василий Босоногий (получил известность также как Вася-босоножка, настоящее имя — Василий Филиппович Ткаченко) — наиболее известный российский странник конца XIX — начала XX века. Признание он получил за благотворительную деятельность, борьбу против пьянства и сквернословия, а также созданием храма в родном селе, деньги на который собирал в ходе путешествий по Российской империи. Был представлен императорской семье, по вопросам строительства храма находился в многолетней переписке с представителями правящей династии.
На 1904 год село входило в первый стан Ставропольского уезда.
С образованием в 1924 году Северо-Кавказского края село Надежда было определено административным центром Надеждинского сельсовета Ставропольского района Ставропольского округа:290—291. В том же году здесь были образованы машинное товарищество им. Смирнова и животноводческое товарищество «Опыт».
К 1925 году в Надежде насчитывалось 1195 дворов с населением 7698 человек (3786 мужчин и 3912 женщин), 16 колодцев, 2 пруда. На территории села действовали 4 начальных школы, 2 библиотеки, мельница:290—291.
Согласно карте Генштаба Красной армии 1941 года, в Надежде насчитывалось 753 двора. С августа 1942 года село находилось в оккупации. Освобождено 21 января 1943 года.
До 16 марта 2020 года село было административным центром упразднённого Надеждинского сельсовета.

## Население
| 1789    | 1839    | 1845  | 1855  | 1861  | 1867  | 1881  | 1897    | 1901    |
| ------- | ------- | ----- | ----- | ----- | ----- | ----- | ------- | ------- |
| 2707    | ↗4053   | ↘2904 | ↗3188 | ↘3062 | ↘2915 | ↗4434 | ↗5616   | ↗6050   |
| 1903    | 1908    | 1925  | 1926  | 1979  | 1989  | 2002  | 2010    | 2013    |
| ↘5790   | ↗7959   | ↘7698 | ↗8899 | ↘5759 | ↗6385 | ↗8277 | ↗10 609 | ↗10 695 |
| 2014    | 2021    |       |       |       |       |       |         |         |
| ↘10 600 | ↗12 006 |       |       |       |       |       |         |         |

Гендерный состав
По итогам переписи населения 2010 года проживали 5118 мужчин (48,24 %) и 5491 женщина (51,76 %).
Национальный состав
По данным переписи 2002 года, 75 % населения — русские.
По итогам переписи населения 2010 года проживали следующие национальности (национальности менее 1 %, см. в сноске к строке «Другие»):
| Национальность | Численность | Процент |
| -------------- | ----------- | ------- |
| Русские        | 7588        | 71,52   |
| Армяне         | 1436        | 13,54   |
| Цыгане         | 493         | 4,65    |
| Лезгины        | 348         | 3,28    |
| Даргинцы       | 177         | 1,67    |
| Другие         | 567         | 5,34    |
| Итого          | 10 609      | 100,00  |

## Инфраструктура
- Администрация Надеждинского сельсовета[41]
- Центр культуры и творчества[42]
- 2 общественных открытых кладбища площадью 62055 и 54700 м²[43]

## Образование
- Детский сад № 12[44]
- Детский сад № 22 ( ул. Орджоникидзе  )
- Детский дом (смешанный) № 13[45]
- Средняя общеобразовательная школа № 13[46]
- Средняя общеобразовательная школа № 14[47]

## Русская православная церковь

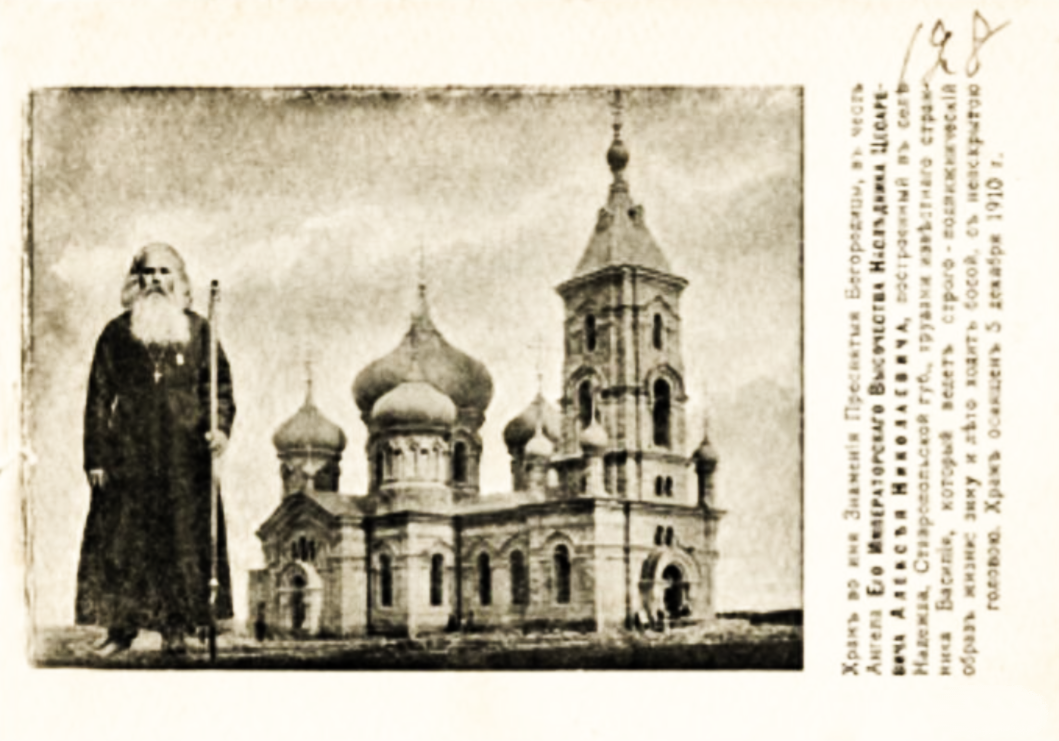
Почтовая открытка. Василий Босоногий на фоне храма Знамения Пресвятой Богородицы в Надеждино, 1911

- Храм иконы Божией Матери «Знамение»[48]
- Николаевская церковь. Упоминается в 1893 году[49]

## Эпидемиология
- Находится в местности, отнесённой к активным природным очагам туляремии[50]

## Экономика
- Козий молочный комплекс «Надеждинский»[51]

## Транспорт
Автобусные пригородные маршруты связывают город Ставрополь (автовокзал «Восточный») и село Надежда:
- № 107А — Ставрополь — Надежда (ул. Советская)
- № 107Б — Ставрополь — Надежда (ул. Орджоникидзе)
- № 107В — Ставрополь — Надежда (детский дом)
- № 107В-1 — Ставрополь — хутор Ташла
- № 107Г — Ставрополь — Надежда (школа)

Кроме того, маршрут № 18 города Ставрополя проходит через западную часть села.

## Люди, связанные с селом
- Сляднева Валентина Ивановна (22.12.1940, с. Надежда Шпаковского района — 08.10.2013, г. Ставрополь), поэт, прозаик, члену Союза писателей СССР, Почётный житель села Надежда[7].

## Памятники
- Братская могила красных партизан, погибших за власть советов. 1919, 1924 года[52]
- Памятник воинам, погибшим в годы гражданской и Великой Отечественной войн. Открыт 9 мая 1975 года[53][7]